# Zwierzęcy Armageddon
Zwierzęcy Armageddon (tytuł oryginalny „Animal Armageddon”) jest dokumentalnym serialem emitowanym najczęściej przez Discovery World, a także, pierwotnie na Animal Planet w 2009 roku.

## Opis programu
Serial został nakręcony w USA i składa się z ośmiu 45 minutowych odcinków. Cechą serialu jest przedstawianie obrazu wydarzeń w całości za pomocą komputerowych technik graficznych, przerywanych krótkimi wypowiedziami naukowców (głównie paleontologów).

## Fabuła programu
Zwierzęcy Armageddon jest cyklem przedstawiającym największe kataklizmy w dziejach Ziemi: od kosmicznych rozbłysków zabójczego promieniowania gamma, które zniszczyło powłokę ozonową i wywołało pierwsze masowe wymieranie zwierząt, po uderzenie asteroidy wielkości Mount Everestu w pobliżu dzisiejszego Jukatanu. Program śledzi procesy rozwoju oraz etapy wymierania prehistorycznych stworzeń, m.in. ogromnych drapieżnych łodzików, zażartych tyranozaurów oraz gigantycznych mastodontów.

## Odcinki
| Epizod                        | Czas akcji                      | Opis |
| ----------------------------- | ------------------------------- | --- |
| Odcinek 1 Promienie śmierci   | 450 mln lat temu (Ordowik)      | Umierająca we wszechświecie gwiazda wysyła w stronę Ziemi promień dżetów doprowadzając w ten sposób do masowego wymierania.                                                                                                   |
| Odcinek 2 Piekło na Ziemi     | 377 mln lat temu (Dewon)        | Pierwsze w historii Ziemi globalne ocieplenie, które powoduje wymarcie wielu gatunków zwierząt. |
| Odcinek 3 Dzień zagłady       | 65 mln lat temu (Kreda (okres)) | Asteroida o średnicy około 10 km uderza w płytkie morze (obecny Jukatan) doprowadzając do wyginięcia wszystkich gatunków dinozaurów.                                                                                          |
| Odcinek 4 Panika na niebie    | 65 mln lat temu (Kreda (okres)) | W tym odcinku opisane są dokładnie skutki uderzenia asteroidy, która doprowadziła do wyginięcia dinozaurów. Przedstawione są pożary, trzęsienia ziemi, zaciemnienie i kwaśne deszcze, jako efekt uboczny po upadku asteroidy. |
| Odcinek 5 Wielkie zamieranie  | 250 mln lat temu (Perm)         | Masowe wybuchy wulkanów tzw. trapy syberyjskie, powodują zmiany w atmosferze. W wyniku tego procesu dochodzi do największego w historii masowego wymierania.                                                                  |
| Odcinek 6 Uduszone            | 200 mln lat temu (trias)        | Wzmożony wulkanizm i związany z nim podział kontynentów, powoduje wielkie wymieranie. Do atmosfery dostają się toksyczne gazy wulkaniczne.                                                                                    |
| Odcinek 7 Ogień i lód         | 74 tys. lat temu (Plejstocen)   | Wybuch wulkanu Toba doprowadza do zmian klimatu – ochłodzenie i epoka lodowcowa. Ludzie pierwotni przechodzą ciężką próbę. |
| Odcinek 8 Następne wymieranie | Przyszłość                      | Wizja przedstawiająca uderzenie w Nowy Jork asteroidy o podobnych rozmiarach do tej, która zabiła dinozaury. |